# Canadian Forces Base Bagotville

i8
i11
i13

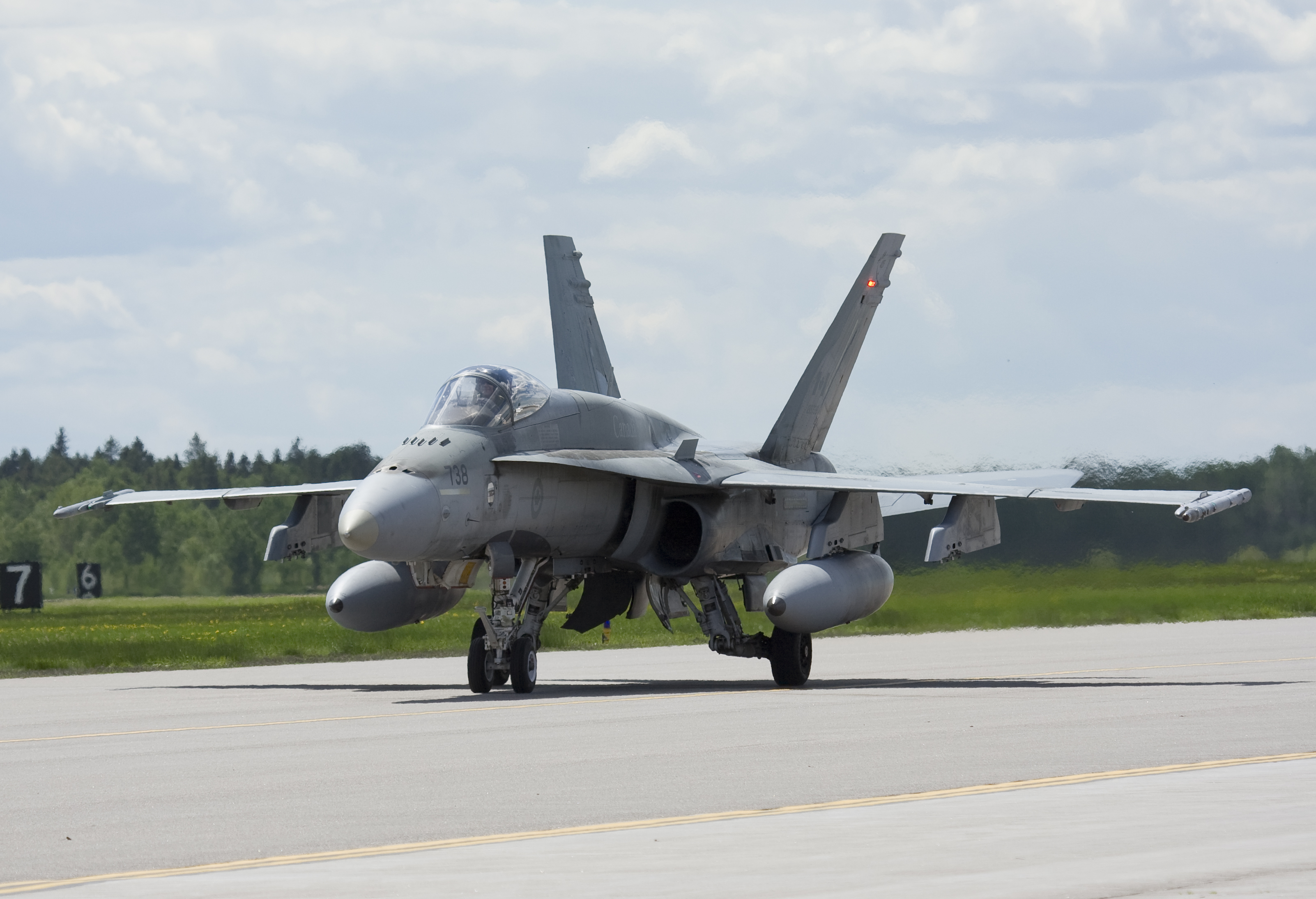
CF-18A Hornet stationiert auf Bagotville

Canadian Forces Base Bagotville (IATA: YBG, ICAO: CYBG) (kurz: CFB Bagotville) ist eine kanadische Luftwaffenbasis ungefähr zehn Kilometer westlich der Stadt Saguenay in der Provinz Québec. Dabei handelt es sich um eine von zwei Luftwaffenstützpunkten in Kanada, auf denen dauerhaft Kampfflugzeuge des Typs CF-18 Hornet stationiert sind. Der Flugplatz wird von der Royal Canadian Air Force betrieben. Auf dem Stützpunkt ist der Hauptsitz des 3rd Wing stationiert.
Der Flugplatz dient auch als Zivilflughafen. Er wurde von NAV CANADA als airport of entry klassifiziert und daher sind hier Beamte der Canada Border Services Agency (CBSA) stationiert. Der Flughafen kann auch von kleineren zivilen Maschinen angeflogen werden.

## Geschichte
Auf dem Höhepunkt des Zweiten Weltkriegs suchte die Royal Canadian Air Force (RCAF) Gebiete in die nah an Gewässern lagen und relativ unbewohnt waren. Dort entstanden mehrere Flugplätze die die Streitkräfte nutzten. Die Royal Canadian Air Force entschied sich für die Lage, da diese weitestgehend isoliert war, sehr gut auf dem Wasserweg zu erreichen war und über eine Eisenbahnverbindung verfügte. Am 1. Februar wurden die Teilstreitkräfte die Royal Canadian Navy, Army und Air Force zusammengelegt. Dies führte zur Umbenennung des Stützpunktes in CFB Bagotville.
Gegen Ende 1968 wurde das 410 Squadron aufgestellt, welches Flugtrainings für die Streitkräfte durchführte. Im September 1969 wurde das 433 „Porc-Épic“ Squadron aufgestellt, die den CF-116 Freedom Fighter flog. 1982 wurde das 410 Squadron auf CFB Cold Lake verlegt, welches dort das 434 „Bluenose“ Squadron ersetzte.
Am 1. Juli 1984 erhielt das 425 Squadron die ersten CF-188 Hornet Kampfflugzeuge, die die CF-101 Voodoo ersetzten. Am 9. Juli 1985 wurde das 434 Squadron nach CFB Chatham verlegt. 1986 wurden das Squadron restrukturiert und reaktiviert und 1988 mit CF-188 hornet Kampfflugzeugen voll ausgerüstet.
Am 1. April 1993 wurde CFB Bagotville der Hauptsitz des 3rd Wing, sowie für alle Einheiten zuständig, die auf dem Flugplatz stationiert waren. Am gleichen Tag wurde das „Tiger“ Squadron reformiert und erhielt neues Fluggerät darunter auch Hubschrauber des Typs CH-146 Griffons.
Im Juli 1996 haben die stationierten Einheiten auf dem Stützpunkt die zivile Rettungseinheiten bei Überflutungen unterstützt. Am 1. März 1999 wurde das 12 Radar Squadron auf CFB Bagotville aufgestellt, welches die taktischen Kontrollaufgaben der Kampfflugzeuge übernahm. Diese Anlage löst die alte Anlage auf dem RCAF Station Mont Apica ab, die geschlossen wurde.
Im Hinblick auf den Zulauf der bestellten F-35A begann der Bau der für den Betrieb des neuen Musters erforderlichen Infrastruktur im Sommer 2024.

## Gegenwärtige Nutzung
Heute sind auf der CFB Bagotville über 40 CF-18 Hornet Kampfflugzeuge und Hubschrauber sowie folgende Squadrons Einheiten stationiert:
- 425 Tactical Fighter Squadron (CF-18 Hornet)
- 433 Tactical Fighter Squadron (CF-18 Hornet)[3]
- 439 Combat Support Squadron (search and rescue)
- 3 Air Maintenance Squadron
- 12 Radar Squadron
- 10 Field Technical Training Squadron (CFB Cold Lake detachment)

Auf Bagotville befindet sich auch das 414 Electronic Warfare Support Squadron, welches seit Januar 2009 dort stationiert ist. Das Squadron hat seinen Hauptsitz in Ottawa und ist mit militärischen Electronic Warfare Offizieren ausgestattet, die auf zivil angemieteten Flugzeugen fliegen.
Auf der CFB Bagotville findet das Bagotville Air Cadet Summer Training statt. Kadetten der Air Force kommen aus dem gesamten Land, um an verschiedene Kursen, wie z. B. beim zweiwöchigen Grundkurs bis zum sechswöchigen Survival Instructors Course teilzunehmen.
Weitere Flugzeuge die auf dem Flugplatz stationiert sind, sind die Alpha Jets die zum Canadian Forces Jet Training Programm genutzt werden.
Der Flughafen wird von den zivilen Fluggesellschaften Jazz Air, CanJet, Pascan Aviation und Sunwing Airlines mit kleineren Maschinen angeflogen.